# Opiniones cristianas sobre el control de la natalidad
Antes del siglo XX, las tres principales ramas del cristianismo-catolicismo, ortodoxia oriental y protestantismo (incluidos los principales reformadores protestantes Martín Lutero y Juan Calvino)-sostenían en general una perspectiva crítica del control de la natalidad (también conocido como anticoncepción). Entre las denominaciones cristianas actuales, sin embargo, existe una gran variedad de puntos de vista con respecto al control de la natalidad que van desde la aceptación del control de la natalidad hasta permitir únicamente la planificación familiar natural, pasando por la enseñanza de la doctrina Quiverfull, que rechaza la anticoncepción y sostiene que los cristianos deben tener familias numerosas.

## Antecedentes
Muchos de los primeros Padres de la Iglesia hicieron declaraciones condenando el uso de anticonceptivos, entre ellos Juan Crisóstomo, Jerónimo, Clemente de Alejandría, Hipólito de Roma, Agustín de Hipona y varios otros. Entre las condenas hay una de Jerónimo que se refiere a una aparente forma oral de anticoncepción: «Algunos llegan al extremo de tomar pociones, para asegurarse la esterilidad, y así asesinan a seres humanos casi antes de su concepción." Agustín de Hipona, en Sobre el matrimonio y la concupiscencia, afirma que quien simplemente implica lujuria en el coito sin intención de procrear, «aunque se llamen marido y mujer, no lo son; ni conservan realidad alguna de matrimonio, sino que utilizan el respetable nombre [de matrimonio] para encubrir una vergüenza. [...] A veces esta crueldad lujuriosa, o lujuria cruel, llega a esto, que incluso usan drogas esterilizantes». La frase «drogas esterilizantes» (sterilitatis venena) se utilizó ampliamente en las literaturas teológica y eclesiástica para condenar cualquier acto anticonceptivo y el control de la natalidad. Agustín utilizó la historia bíblica de Onán como texto de apoyo para denunciar la anticoncepción.

## Iglesia católica
El Catecismo de la Iglesia católica especifica que todo acto sexual debe ser tanto unitivo como procreador. Además de condenar el uso del control artificial de la natalidad como intrínsecamente malo, los actos sexuales no reproductivos como la masturbación mutua y el sexo anal se descartan como formas de evitar el embarazo.Casti connubii explica el propósito secundario, unitivo, del coito. Debido a este propósito secundario, las parejas casadas tienen derecho a mantener relaciones sexuales incluso cuando el embarazo no es un resultado posible:

Tampoco se considera que actúen contra natura quienes en el estado matrimonial utilizan su derecho de forma adecuada aunque por razones naturales, ya sea de tiempo o de ciertos defectos, no se pueda engendrar nueva vida. Porque en el matrimonio, así como en el uso de los derechos matrimoniales, hay también fines secundarios, como la ayuda mutua, el cultivo del amor recíproco y el apaciguamiento de la concupiscencia, que a los esposos no les está prohibido considerar mientras estén subordinados al fin primario y mientras se conserve la naturaleza intrínseca del acto.

John y Sheila Kippley, de la Liga de Pareja a Pareja, afirman que la declaración del Papa Pío XI no sólo permitía las relaciones sexuales entre parejas casadas durante el embarazo y la menopausia, sino también durante las épocas infértiles del ciclo menstrual. Raymond J. Devettere afirma que la declaración es un permiso para mantener relaciones sexuales durante los periodos infértiles cuando existe «una buena razón para ello». La fórmula matemática para el método del ritmo se había formalizado en 1930, y en 1932 un médico católico publicó un libro titulado El ritmo de la esterilidad y la fertilidad en la mujer promocionando el método entre los católicos. La década de 1930 también fue testigo de la primera U. UU (fundada por John Rock) para enseñar el método a las parejas católicas.  Sin embargo, el uso del método del ritmo en determinadas circunstancias no se aceptó formalmente hasta 1951, en dos discursos del papa Pío XII.
Este método ha llegado a conocerse como «planificación familiar natural»." Algunos estudios sugieren que las parejas que practican la PFN disfrutan de abundantes ventajas saludables, la más notable de las cuales podría ser una menor tasa de divorcios entre las parejas que utilizan la PFN. La Iglesia católica sigue defendiendo la práctica de la planificación familiar natural, ya que mantiene el aspecto unitivo de la unión sexual a la vez que refuerza la apertura a la procreación.

### Visión actual

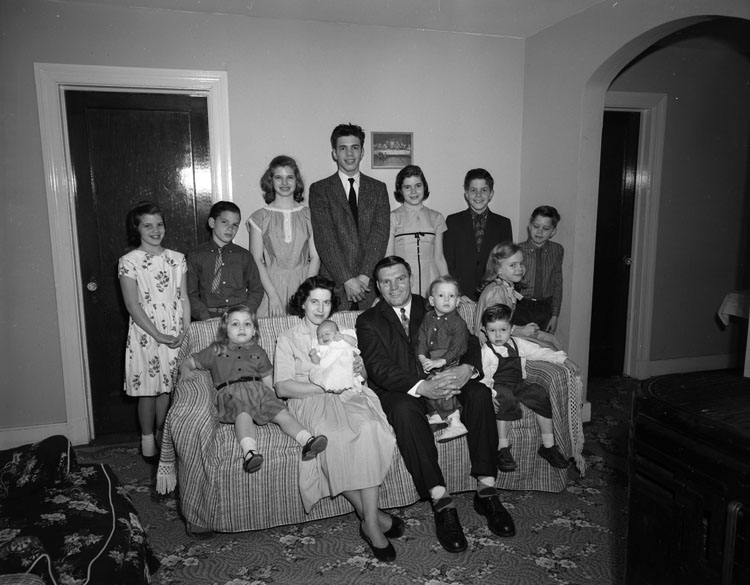
Una familia católica de Virginia, 1959

La postura católica sobre la anticoncepción fue explicada y expresada formalmente por el Humanae vitae del papa Pablo VI en 1968. La contracepción artificial se considera intrínsecamente mala, pero se pueden utilizar métodos de planificación familiar natural, ya que no usurpan la vía natural de la concepción.
Para justificar esta postura, el Papa Pablo VI dijo:
Los hombres responsables pueden convencerse más profundamente de la verdad de la doctrina establecida por la Iglesia sobre esta cuestión si reflexionan sobre las consecuencias de los métodos y planes de control artificial de la natalidad. Que consideren en primer lugar con qué facilidad este modo de proceder podría abrir de par en par el camino a la infidelidad conyugal y a una rebaja general de las normas morales. No se necesita mucha experiencia para ser plenamente consciente de la debilidad humana y comprender que los seres humanos -y especialmente los jóvenes, que están tan expuestos a la tentación- necesitan incentivos para guardar la ley moral, y que es algo malvado facilitarles el quebrantamiento de esa ley. Otro efecto que da motivo de alarma es que el hombre que se acostumbra al uso de métodos anticonceptivos puede olvidar la reverencia debida a la mujer y, despreciando su equilibrio físico y emocional, reducirla a ser un mero instrumento para la satisfacción de sus propios deseos, dejando de considerarla como su compañera a la que debe rodear de cuidados y afecto.
.
.

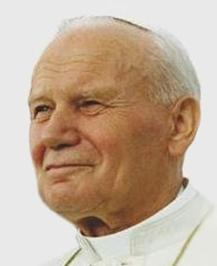
El papa Juan Pablo II aclaró las enseñanzas católicas sobre la anticoncepción

Al publicar la Humanae vitae, el Papa Pablo VI se basó en el Informe de la Comisión Papal Minoritaria de la Comisión Pontificia sobre el Control de la Natalidad. El informe de la minoría argumentaba que:

No se puede encontrar ningún período de la historia, ningún documento de la Iglesia, ninguna escuela teológica, apenas un teólogo católico, que haya negado que la contracepción es siempre gravemente mala. La enseñanza de la Iglesia en esta materia es absolutamente constante. Hasta el presente siglo, esta enseñanza era pacífica para todos los demás cristianos, ya fueran ortodoxos, anglicanos o protestantes. Los ortodoxos la mantienen hoy como enseñanza común.

El 17 de julio de 1994, Juan Pablo II aclaró la postura de la Iglesia durante una meditación pronunciada antes del rezo del ángelus:
Desgraciadamente, a menudo se malinterpreta el pensamiento católico... como si la Iglesia apoyara una ideología de la fertilidad a toda costa, instando a las parejas casadas a procrear indiscriminadamente y sin pensar en el futuro. Pero basta con estudiar los pronunciamientos del Magisterio para saber que no es así. En verdad, al engendrar vida los cónyuges cumplen una de las dimensiones más elevadas de su vocación: son colaboradores de Dios. Precisamente por ello deben tener una actitud extremadamente responsable. Al decidir si tener o no un hijo, no deben estar motivados por el egoísmo o la despreocupación, sino por una generosidad prudente y consciente que sopese las posibilidades y las circunstancias, y dé prioridad especialmente al bienestar del niño por nacer. Por lo tanto, cuando existe una razón para no procrear, esta elección es permisible e incluso puede ser necesaria. Sin embargo, queda el deber de llevarla a cabo con criterios y métodos que respeten la verdad total del acto conyugal en su dimensión unitiva y procreadora, tal como la regula sabiamente la propia naturaleza en sus ritmos biológicos. Se pueden respetar y aprovechar, pero no se pueden «violar» con interferencias artificiales.
En 1997, el Pontificio Consejo para la Familia del Vaticano declaró:

La Iglesia siempre ha enseñado la maldad intrínseca de la contracepción, es decir, de todo acto conyugal intencionadamente infecundo. Esta enseñanza debe considerarse definitiva e irreformable. La contracepción se opone gravemente a la castidad conyugal; es contraria al bien de la transmisión de la vida (el aspecto procreativo del matrimonio), y a la entrega recíproca de los esposos (el aspecto unitivo del matrimonio); daña el verdadero amor y niega el papel soberano de Dios en la transmisión de la vida humana.

Un resumen del apoyo bíblico utilizado por los católicos contra la anticoncepción puede encontrarse en Roma dulce hogar, una autobiografía de los apologistas católicos Scott y Kimberly Hahn, ambos conversos a la Iglesia católica desde el protestantismo. Ilustran los resultados de la investigación sobre anticoncepción llevada a cabo por Kimberly Hahn como algo que ha tenido un efecto fundamental en sus vidas, especialmente el hecho de que la Iglesia católica sea uno de los últimos grupos cristianos en adoptar una postura clara al respecto. Entre las Escrituras incluidas en el libro se encuentran las siguientes líneas del Salmo 127:3-5:

Los hijos son ciertamente una herencia del Señor, el fruto del vientre una recompensa. Como flechas en la mano de un guerrero son los hijos de la juventud. Feliz el hombre que tiene su aljaba llena de ellos. No será avergonzado cuando hable con sus enemigos en la puerta.

El erudito católico Cormac Burke ha escrito una evaluación antropológica (no religiosa) del efecto de la anticoncepción en el amor conyugal, «Amor conyugal y anticoncepción», argumentando que «la anticoncepción desnaturaliza de hecho el acto conyugal, hasta el punto de que, lejos de unir a los cónyuges y expresar y confirmar el amor entre ellos de un modo único, tiende a socavar su amor contradiciendo radicalmente la plena entrega mutua que debería significar este acto tan íntimo de la relación conyugal. «
La instrucción de 2008 de la Congregación para la Doctrina de la Fe Dignitas Personae reitera la oposición de la Iglesia a la anticoncepción, mencionando los nuevos métodos de intercepción y contracepción, en particular los preservativos femeninoss y los anticonceptivos de emergencia, que también «entran dentro del “pecado de aborto” y son gravemente inmorales». 
Sin embargo, el padre Tad Pacholczyk del Centro Nacional Católico de Bioética de Filadelfia, Pensilvania, declaró en marzo de 2016 que los anticonceptivos son permisibles si las relaciones sexuales no son consentidas, como en los casos de violación y agresión sexual. Esta misma postura ha sido adoptada por los obispos del estado de Nueva York: que no es pecaminoso que un centro sanitario católico «dispense medicación anticonceptiva de emergencia como parte de su tratamiento compasivo a una víctima de violación si, tras las pruebas pertinentes, no hay pruebas de que ya se haya producido la concepción» y que es «aconsejable» que una superviviente de violación busque inmediatamente la prevención del embarazo. 

### Polémica del preservativo
En 2003, el programa de la BBC Panorama' afirmó que los obispos católicos de Kenia habían enseñado que el VIH puede atravesar la membrana de la goma de látex con la que se fabrican los preservativos. La Organización Mundial de la Salud lo consideró falso.
En una entrevista en la televisión holandesa en 2004, el cardenal belga Godfried Danneels defendió que se debe apoyar el uso del preservativo para prevenir el sida si se mantienen relaciones sexuales con una persona infectada por el VIH, aunque hay que evitarlo. Según Danneels, «la persona debe utilizar un preservativo para no desobedecer el mandamiento que condena el asesinato, además de incumplir el mandamiento que prohíbe el adulterio. ... Protegerse contra la enfermedad o la muerte es un acto de prevención. Moralmente, no puede juzgarse al mismo nivel que cuando se utiliza un preservativo para reducir el número de nacimientos.« En 2009, el papa Benedicto XVI afirmó que repartir preservativos no es la solución para combatir el sida y podría empeorar el problema. Propuso como soluciones «el despertar espiritual y humano» y «la amistad con los que sufren». En 2010, Benedicto en una entrevista que se publicó en el libro Luz del mundo: El Papa, la Iglesia y los signos de los tiempos, a la pregunta de si la Iglesia católica no se oponía en principio al uso del preservativo, declaró:

Ella [la Iglesia católica] por supuesto no lo considera una solución real o moral, pero, en tal o cual caso, puede haber sin embargo, en la intención de reducir el riesgo de infección, un primer paso en un movimiento hacia una forma diferente, más humana, de vivir la sexualidad.

Benedicto citó el ejemplo del uso del preservativo por parte de los hombres que ejercen la prostitución como «un primer paso hacia la moralización», a pesar de que el preservativo «no es realmente la forma de afrontar el mal de la infección por el VIH». En una declaración para explicar su dicho, la Congregación de la Doctrina de la Fe reafirmó que la Iglesia consideraba la prostitución «gravemente inmoral»:

Sin embargo, las personas implicadas en la prostitución que son seropositivas y que tratan de disminuir el riesgo de contagio mediante el uso del preservativo pueden estar dando el primer paso en el respeto a la vida del otro, aunque el mal de la prostitución siga existiendo en toda su gravedad.

### Disidencia
Roderick Hindery informó de que varios católicos occidentales han expresado un importante desacuerdo con la postura de la Iglesia sobre la anticoncepción. Entre ellos, el teólogo disidente Charles Curran criticó la postura de la Humanae vitae sobre el control artificial de la natalidad. En 1968, la Conferencia Canadiense de Obispos Católicos publicó lo que muchos interpretaron como un documento discrepante, la Declaración de Winnipeg, en la que los obispos reconocían que a varios católicos canadienses les resultaba «extremadamente difícil o incluso imposible hacer suyos todos los elementos de esta doctrina» (la de la Humanae vitae). Además, en 1969, reafirmaron el principio católico de primacía de la conciencia, un principio que, según ellos, debía interpretarse correctamente. Insistieron en que «un cristiano católico no es libre de formar su conciencia sin tener en cuenta la enseñanza del “”magisterio“”, en la instancia particular ejercida por el Santo Padre en una carta encíclica».
Católicas por el Derecho a Decidir declararon en 1998 que el 96% de las mujeres católicas estadounidenses habían utilizado anticonceptivos en algún momento de su vida y que el 72 % de los católicos estadounidenses creían que se podía ser un buen católico sin obedecer las enseñanzas de la Iglesia sobre el control de la natalidad. Según una encuesta nacional realizada a 2.242 adultos de EE. adultos encuestados en línea en septiembre de 2005 por Harris Interactive (declararon que la magnitud de los errores no puede estimarse debido a error de muestreo, no respuesta, etc.), el 90% de los católicos estadounidenses apoyaba el uso de métodos anticonceptivos/anticonceptivos. Una encuesta realizada en 2015 por el Pew Research Center entre 5122 adultos de EE. UU (incluidos 1016 católicos autoidentificados) afirmaba que el 76 % de los católicos estadounidenses pensaba que la Iglesia debería permitir a los católicos utilizar métodos anticonceptivos.

## Ortodoxia bizantina
Un documento oficial de la Iglesia ortodoxa rusa prohíbe la anticoncepción excepto cuando está específicamente aprobada por un confesor, no implica la posibilidad de abortar un niño concebido, es por razones de incapacidad para criar a un niño y se realiza con el consentimiento del cónyuge.
La Archidiócesis Ortodoxa Griega de América tiene esta información sobre la anticoncepción en su página web: «Debido a la falta de una plena comprensión de las implicaciones de la biología de la reproducción, los escritores anteriores tendían a identificar el aborto con la anticoncepción. Sin embargo, últimamente se ha impuesto un nuevo punto de vista entre los escritores y pensadores ortodoxos sobre este tema, que permite el uso de ciertas prácticas anticonceptivas dentro del matrimonio con el fin de espaciar los hijos, mejorar la expresión del amor conyugal y proteger la salud.«
Los creyentes ortodoxos orientales, en todos los bandos de la cuestión, tienden a creer que la aceptación de los anticonceptivos no se examina adecuadamente, y que cualquier examen se ha visto demasiado a menudo ligado a la política de identidad, acusando el grupo más aceptante al grupo categóricamente opuesto de influencia católica romana.
Muchos jerarcas y teólogos ortodoxos de todo el mundo alabaron la Humanae vitae cuando se publicó. Entre estos líderes ortodoxos, algunos enseñan que las relaciones conyugales deben tener como único fin la procreación, mientras que otros no van tan lejos y mantienen una postura similar a la de la Iglesia católica, que permite la Planificación familiar natural por principio al tiempo que se opone a la anticoncepción artificial.
Otros líderes de la Iglesia ortodoxa mantienen que esta interpretación se centra demasiado en la función procreadora del sexo y no lo suficiente en su función unitiva, por lo que permiten más libertad para el uso de anticonceptivos entre las parejas casadas.
Algunos cristianos ortodoxos, al igual que los católicos romanos, consideran el uso de anticonceptivos no sólo un pecado, sino también un «pecado mortal» a la manera de los «pecados carnales antinaturales», junto con la homosexualidad, el bestialismo, la masturbación, etc. 

## Ortodoxia oriental
La Iglesia ortodoxa copta aprueba la contracepción por razones sanitarias y socioeconómicas. Está en contra de todo aborto excepto cuando la vida de la madre está en peligro.
La Iglesia ortodoxa de Etiopía está en contra de todas las formas de anticoncepción hormonal y el único control de la natalidad que defiende es la abstinencia en los días de fiesta ortodoxos (hasta 250 días al año) y cuando las mujeres son fértiles.

## Protestantismo
Como parte de la Reforma protestante, los reformadores comenzaron a hacer más hincapié en los placeres unitivos del matrimonio. Aun así, todos los primeros reformadores protestantes importantes, y de hecho los protestantes en general hasta el siglo XX, condenaron el control de la natalidad como una contravención del propósito procreador de Dios para el matrimonio.  A medida que los científicos avanzaban en los métodos anticonceptivos durante finales del siglo XIX y principios del XX, algunos protestantes siguieron rechazándolos, mientras que otros Nonconformistas acogieron con satisfacción estos avances.

### Anabaptismo

#### Mennonitas
Ciertos menonitas conservadores, como las hermandades Beachy Amish Mennonite, mantienen la prohibición del uso de métodos anticonceptivos, aunque se permite la planificación familiar natural. Los menonitas de la Antigua Colonia, al igual que los amish de la Antigua Orden, no permiten oficialmente las prácticas anticonceptivas.

### Anglicanismo
La Comunión Anglicana, incluida la Iglesia de Inglaterra, condenó la anticoncepción artificial en las Conferencias de Lambeth de 1908 y 1920. Más tarde, la Comunión Anglicana dio su aprobación al control de la natalidad en algunas circunstancias en la Conferencia de Lambeth de 1930. En la Conferencia de Lambeth de 1958 se declaró que la responsabilidad de decidir sobre el número y la frecuencia de los hijos la depositaba Dios en la conciencia de los padres «de forma que sea aceptable para el marido y la mujer».

### Bautistas
La Convención Bautista del Sur, la mayor confesión bautista del mundo y la mayor confesión protestante de Estados Unidos, acogió inicialmente con satisfacción la invención del control de la natalidad y la legalización del aborto, pero el auge de la Mayoría Moral de los años 80 y el aumento de la oposición al aborto condujeron a una visión más matizada que, en general, aprueba los anticonceptivos pero rechaza los abortivos. Además, destacados líderes de la CBS se han pronunciado en contra de una «cultura anticonceptiva», afirmando que no hay nada intrínsecamente malo en los anticonceptivos, pero animando a las parejas a seguir teniendo hijos y a considerarlos una bendición en lugar de un inconveniente.

### Luteranismo
La Iglesia Evangélica Luterana en América permite la anticoncepción en caso de que los padres potenciales no tengan intención de cuidar de un niño. Iglesia Luterana Laestadianaes no permiten el uso de anticonceptivos. Ni la Iglesia Luterana-Sínodo de Missouri ni el Sínodo Evangélico Luterano de Wisconsin tienen una postura oficial sobre la anticoncepción.